# Setting Sons
Albums de The Jam
All Mod Cons
(1978) Sound Affects
(1980)
Setting Sons est le quatrième album de The Jam, sorti en 1979.

## L'album
Il atteint la 4e place de l'UK Albums Chart à sa sortie. Le single The Eton Rifles, est le premier top 10 britannique du groupe, atteignant à la 3e place.

### Titres
Toutes les chansons sont écrites et composées par Paul Weller, sauf mention contraire.
| 1. | Girl on the Phone   | 2:55 |
| 2. | Thick as Thieves    | 3:38 |
| 3. | Private Hell        | 3:49 |
| 4. | Little Boy Soldiers | 3:32 |
| 5. | Wasteland           | 2:50 |

| 6.  | Burning Sky          |                        | 3:30 |
| 7.  | Smithers-Jones       | Bruce Foxton (en)      | 2:59 |
| 8.  | Saturday's Kids      |                        | 2:51 |
| 9.  | The Eton Rifles (en) |                        | 3:57 |
| 10. | Heat Wave            | Holland-Dozier-Holland | 2:24 |

### Musiciens
- Paul Weller : voix, guitare
- Bruce Foxton : basse, voix
- Rick Buckler : batterie, percussions
- Mick Talbot : piano
- Rudi : saxophone
- The Jam Philharmonic Orchestra : violoncelle, timbales
- Peter Solley : arrangement des cordes